# Portland (Michigan)
Portland è un comune degli Stati Uniti d'America, situato nello Stato del Michigan, nella contea di Ionia.